# Puerto Escondido (Oaxaca)

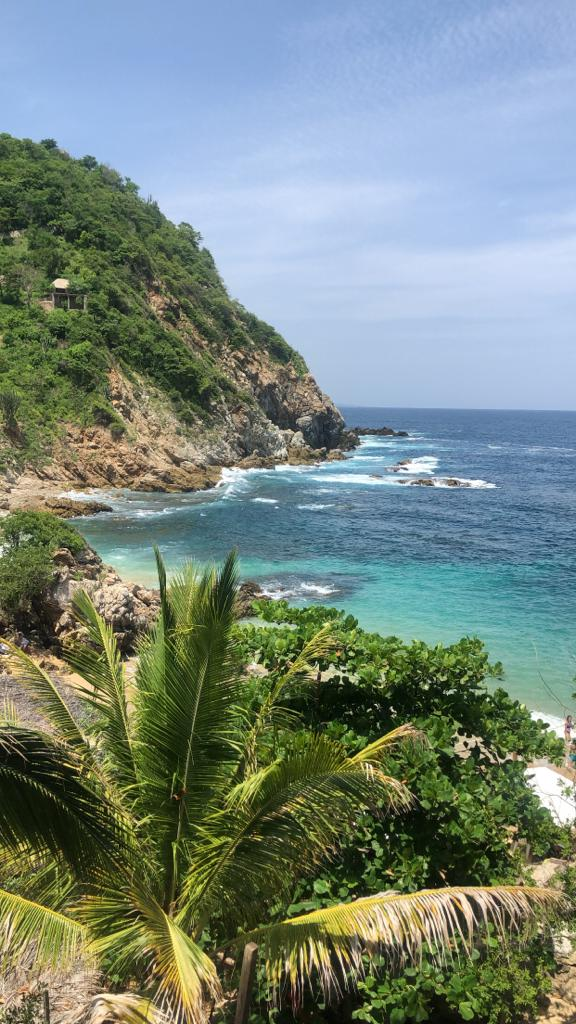
Playa de Oaxaca

Puerto Escondido es una ciudad y puerto mexicano perteneciente al estado de Oaxaca y cuyos habitantes nativos son la cultura mixteca. Se localiza a unos 800 km al sureste de la Ciudad de México y a 290 km de la capital, Oaxaca de Juárez, entre Acapulco y Huatulco, en la Región Costa.
Es la ciudad más poblada de la costa oaxaqueña y uno de los principales destinos turísticos del estado.
Cuenta con un clima cálido subhúmedo y una temperatura media anual de 27 °C.

## Historia
La zona que ocupa actualmente Puerto Escondido no fue habitada por los grupos indígenas en la época prehispánica ni por españoles durante la colonia. Sin embargo, la bahía del puerto era conocida en un principio como la "Bahía de la Mujer Oculta", y más tarde como la "Bahía de la Escondida".
Cuenta la leyenda que el pirata Andrew Drake, supuesto hermano de Francis Drake (1543-1596), ancló su barco en la bahía cuando el área estaba deshabitada por completo, para descansar durante unos días sin ser molestados por las autoridades virreinales.
Algunas semanas antes, él y su tripulación secuestraron a una joven mixteca de la aldea de lo que ahora es Huatulco y se la llevaron con ellos a estas playas. Sin embargo, la mujer logró escapar de la cabina en la que se encontraba atrapada y saltó por la borda para llegar a la orilla, donde más tarde se escondería en la selva, muy lejos de la playa. Los piratas intentaron encontrarla, pero no lo lograron. Con el tiempo comenzaron a referirse a la mujer como "La Escondida". Andrew y su tripulación regresaron muchas veces a buscarla y nunca la hallaron; a ello se debe, se dice, que la bahía fue bautizada como la de "La Escondida" ahora se conoce como Puerto Escondido.

### Historia moderna
A principios del siglo XX, Puerto Escondido era conocido como Punta Escondida. En ese entonces era solo un pequeño pueblo de pescadores cuyo puerto se utilizaba para la exportación de café. Durante esa época, la localidad sufría de una falta grave de agua potable, a pesar de la cercanía del río Colotepec. Por esta razón, la mayoría de los pobladores decidieron abandonar el pueblo.
No hubo un pueblo propiamente sino hasta la década de 1930, cuando la actividad de Puerto Escondido se estableció sólidamente como puerto comercial, toda esta actividad comercial se dio gracias al señor Guillermo Rojas Mijangos, quien comenzó en este punto el embarque de café de sus fincas, iniciando así el desarrollo de este importante lugar y la migración de personas hacia este punto, llegando un agente aduanal, y un grupo de personas que se dedicaban a realizar la carga de café de las bodegas a los barcos; crearon el primer sindicato denominado La Coruba, este mismo señor Guillermo Rojas establece la primera línea aérea del Sureste Mexicano, denominada Aerovías Rojas, siendo la vía aérea el primer medio de comunicación formal entre la capital y la costa oaxaqueña.
De 1940 a 1960 se construyeron algunos pozos para aliviar los problemas de abastecimiento de agua y se adquirieron algunos generadores para suministrar electricidad a las bombas de agua y a las farolas.
A pesar de estos avances, la población carecía de algunos alimentos como el azúcar, los cuales eran distribuidos cuando un buque mercante entraba a la bahía para vender sus mercancías. Ocasionalmente, esto no ocurriría durante meses. Por ello, los residentes se alimentaban de peces, aves, iguanas, pollo y huevos de tortuga. Mucho tiempo después, con la construcción de la carretera que conectó a la costa con la ciudad de Oaxaca, este problema se alivió un poco.
En 1960, se construyó la carretera 200, que conecta a las ciudades costeras de Oaxaca y Acapulco. Varios surfistas y turistas comenzaron a encontrarse con las tranquilas playas cercanas al puerto, y el turismo empezó a florecer justo a tiempo, ya que la función de puerto mercantil disminuyó a medida que el café, principal producto, comenzó a ser transportado por camión.
Poco a poco se instalaron los suministros de agua potable, un pequeño aeropuerto, el servicio de correo y otras oficinas gubernamentales. Sin embargo, en la década de 1970 solo unas 400 personas vivían en la localidad.
Con el tiempo, Puerto Escondido aumentó su importancia como atractivo turístico mayor, con la construcción de hoteles y resorts.
Durante muchos años, los restaurantes eran casi exclusivamente de tipo palapas (pequeños restaurantes donde los pescadores preparan sus capturas), que fueron dando paso a instalaciones turísticas modernas.
La ciudad de Puerto Escondido está dividida entre dos municipios, por lo que políticamente se trata de dos entidades separadas.

### Fenómenos naturales
En noviembre de 1978 tuvo lugar un gran sismo cuyas réplicas se reprodujeron durante un mes completo y causaron varios daños en edificaciones de la localidad.
El 30 de septiembre de 1999 Puerto Escondido fue azotado por un sismo de 7.5 grados en la Escala de Richter con epicentro en Puerto Ángel, dejando como saldo 50 muertos en el estado, 2 de ellos en esta ciudad.
También ha sido afectado por varios huracanes, el más conocido fue el huracán Paulina, que arribo a este puerto el día 8 de octubre de 1997, a las 16:00 horas aproximadamente.
Un mes después, el día 7 de noviembre del mismo año, a las 18:00 horas, este puerto fue azotado por las inclementes fuerzas del Huracán Rick, el cual tocó tierra en las cercanías de la población de Llano Grande, Oaxaca, a 20 km al oeste de Puerto Escondido, con vientos máximos sostenidos de 140 km/h y rachas de 165 km/h, continuando su desplazamiento hacia el estenoreste sobre territorio oaxaqueño con una velocidad de 25 km/h.
El encuentro más reciente con estas fuerzas de la naturaleza fue el día 15 de junio de 2012 a las 19:00 horas, con la llegada del huracán Carlotta, Huracán de categoría 2, que pronto se degradó a tormenta tropical, debido a las cadenas montañosas de la costa oaxaqueña.

## Geografía

### Ubicación geográfica
Puerto Escondido se ubica en el municipio de San Pedro Mixtepec -Distrito 22- en el estado de Oaxaca, entre las coordenadas geográficas 15°51′43″N 97°04′18″O a una mediana altura de 60 m s. n. m.

### Clima
Puerto Escondido tiene un clima cálido subhúmedo con una temperatura media anual de 27 °C con cielo despejado o con nubes dispersas, humedad relativa de 84 % y con vientos de 18 km/h; siendo la temporada de lluvias de mayo a noviembre.

## Población
Según el censo de 2010, realizado por el Instituto Nacional de Estadística y Geografía, la población total de Puerto Escondido es de 35 673 habitantes, de los cuales 17 228 son hombres y 18 445 son mujeres. Más de 40 mil habitantes en 2012, convirtiéndola en la segunda  ciudad más poblada de la Región Costa después de Pinotepa Nacional.
La conurbación de Puerto Escondido hace referencia a las comunidades que rodean este importante centro turístico en un radio de 14 km, pero que tienden a unirse con el incremento de la población y las manchas urbanas y semiurbanas. La conurbación de esta ciudad conformaba un total de 47 809 habitantes en 2010.
La zona conurbada incluye a las comunidades de:
- Bajos de Chila
- Barra de Colotepec
- Barra de Navidad
- El Tomatal
- La Reforma
- Los Limones
- Las Negras
- Santa María Colotepec
- San Pedro Mixtepec

## Idiomas
El español es el idioma de uso común, pero como centro turístico un 30% de la población habla inglés y los colegios particulares lo fomentan como asignatura obligatoria y necesaria. Con menor frecuencia francés, alemán, italiano, portugués, hebreo, etcétera.

## Composición étnica
La mayoría de la población es mestiza, pero, por su condición de centro turístico, tiene una gran cantidad de residentes de otros países, sobre todo de los Estados Unidos. Pueden citarse estos grupos étnicos:
- Mestizos 55 %
- Afromestizos 15 %
- Blancos (mexicanos) 12 %
- Blancos (extranjeros) 10 %
- Indígenas (chatinos, mixtecos y zapotecos) 8 %

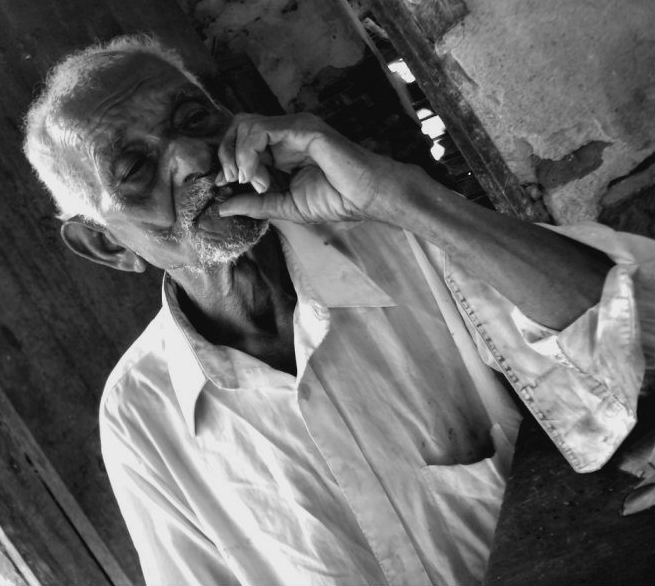
Habitante afromestizo de la costa.

### Principales grupos migrantes
- Grupos de localidades cercanas suelen reunirse en el mercado "Lic. Benito Juárez", en el que ofrecen los productos típicos de esta región: tomate, nopal, tostadas, tortillas hechas a mano, mole, pescado (seco o asado), etc ;
- Gente del valle de Oaxaca;
- Gente de otros estados (Ciudad de México, Chiapas, Veracruz, Guerrero, Puebla, etcétera);
- Gente de otros países.

En conjunto, todos estos grupos representan más de dos terceras partes de la población de Puerto Escondido y con ello han traído al lugar sus tradiciones, como  la Guelaguetza.

## Economía
La economía de la ciudad se basa principalmente en el turismo y la pesca, en menor medida en el comercio. Cuenta con un fondeadero de lanchas pesqueras y una capitanía de puerto. Se cultivan cocos, papayas, limones, mangos y sandías.
Debido al constante crecimiento de la población grandes inversionistas se han establecido en esta región, lo cual ha venido a dar un gran avance económico generando diversos empleos para los residentes costeños, las tiendas de autoservicio, que antes solo se podían encontrar en grandes ciudades, se han establecido ahora en esta costa oaxaqueña.

## Infraestructura

### Infraestructura hotelera
Puerto Escondido cuenta con una versatilidad poco común en cuanto a hoteles. Se encuentran con categorías de 2, 3, 4 y 5 estrellas, así como cabañas acogedoras, bungalows, y resorts
Existe variedad de estilo en los restaurantes del lugar, ya que puede encontrarse desde comida auténtica prehispánica hasta los más sofisticados platillos internacionales.

### Carreteras
La carretera federal 200 (o costera) y la carretera a Oaxaca (vía Sola de Vega) se cruzan en este lugar, lo cual ha ayudado al crecimiento del puerto.
Se ha programado que para 2021 estará terminada la autopista Oaxaca-Puerto Escondido, pasando por Ejutla de Crespo; el tiempo de viaje desde la ciudad de Oaxaca se reducirá a tan solo 2 horas con 30 minutos. Mientras tanto, el tiempo de recorrido es de aproximadamente 6 horas.

### Aeropuerto
El Aeropuerto Internacional de Puerto Escondido, en el estado de Oaxaca, se encuentra ubicado a un kilómetro de la ciudad.
Cuenta con servicio de estacionamiento, con capacidad de 26 lugares, y ofrece servicios de alquiler de automóviles y transporte público.
El Aeropuerto Internacional de Puerto Escondido tiene una superficie de 125 hectáreas aproximadamente y su plataforma para la aviación comercial es de 6200 metros cuadrados; cuenta con tres posiciones y una pista de 2,3 kilómetros de longitud, apta para recibir aviones tipo B737 y A320.

### Colonias y fraccionamientos
- Fraccionamiento Agua Marina
- Fraccionamiento Lomas Del Puerto
- Colonia Aeropuerto
- Colonia Arroyo Seco
- Fraccionamiento Bacocho
- Fraccionamiento Rinconada
- Fraccionamiento Carrizalillo
- Fraccionamiento Bella Esmeralda
- Colonia Benito Juárez
- Colonia Centro
- Fraccionamiento Costa Chica
- Fraccionamiento Costa del Sol
- Colonia El Faro
- Colonia Emiliano Zapata
- Colonia Esmeralda
- Colonia Granjas del Pescador
- Colonia Hidalgo
- Colonia Independencia
- Colonia Jardines
- Colonia La Lucerna
- Fraccionamiento La Parota
- Colonia La Paz
- Colonia Las Flores
- Colonia Libertad
- Colonia Lomas de San Pedro
- Colonia Los Ficus
- Colonia Marinero
- Colonia Nuevo Amanecer
- Fraccionamiento Palmas
- Colonia Reforma
- Colonia San Miguel
- Colonia Santa María
- Colonia Sector 2000
- Colonia Tamarindos
- Colonia Lázaro Cárdenas
- Fraccionamiento El Jícaro

## Educación
En Puerto Escondido prácticamente se cubren las necesidades de educación inicial, básica, educación especial, media superior y superior.
Para la atención a niños y jóvenes con capacidades diferentes, se cuentan con servicios que atienden a dichos alumnos en los servicios presentes en la comunidad; tal es el caso del Centro de Atención Múltiple (CAM) 20 y la Unidad de Servicios a la Educación Regular (USAER) 57, respectivamente; quienes dentro del personal de docentes, se encuentra el equipo interdisciplinario de apoyo: Psicóloga, Maestra de Comunicación y Lenguaje, Trabajadora Social. 
En el nivel medio superior cuenta con instituciones públicas:
- Colegio de Bachilleres del Estado de Oaxaca (COBAO) Número 66
- Colegio Nacional de Educación Profesional Técnica (CONALEP) Número 158
- Centro de Bachillerato Tecnológico Industrial y de Servicios (CBTis) Número 240
- Centro de Formación Abierta (CEA) Número 14

Instituciones privadas: 
- Preparatoria Federal por Cooperación (PREFECO) Puerto Escondido
- Preparatoria Calmecac (Actualmente se encuentra cerrada)
- Preparatoria Contador Alejandro Pombo
- Preparatoria "Instituto Carruiz"

Instituciones de educación superior de carácter público:
- Universidad del Mar (UMAR) es una universidad pública descentralizada del gobierno del estado que abrió sus campus en Puerto Escondido en el año 2000. Ha obtenido múltiples premios y reconocimientos. El campus Puerto Escondido ofrece las carreras de Biología, Ingeniería Forestal, Zootecnia, Informática y Enfermería. Además tiene otros campus; en Huatulco y Puerto Ángel, donde ofrece otras carreras.

- Facultad de Idiomas (UABJO) la cual comenzó a operar en 2011 ofreciendo la licenciatura en enseñanza de idiomas, así como cursos para el público en general.

Respecto a la educación superior de carácter privado:
- Instituto Universitario de la costa, cuya matriz está en esta ciudad y que localmente se llama Instituto Universitario de la Costa (IUC). Ofrece las carreras de Administración Turística y Gastronómica, Contabilidad, Idiomas e Informática.

- Red de Escuelas Universitarias (REU), campus Puerto Escondido, donde ofrece las carreras de Administración, Arquitectura, Ciencias de la Comunicación, Informática y Pedagogía; además tiene campus en otras partes de la costa de Oaxaca donde ofrece otras carreras.

- Universidad Internacional del Pacífico (UNIP) que actualmente opera junto a la escuela Amistad Puerto Escondido. Esta institución ofrece las carreras de Administración de Empresas, Contabilidad y Finanzas, Comunicación y Medios de Información, Docencia Universitaria y Derecho.

- Vanguardia Educativa de Oaxaca (VEO) que actualmente ofrece el sistema semi-escolarizado, ofreciendo las carreras en Psicopedagogía, Administración de Empresas, Educación Deportiva, Finanzas y Contaduría Pública, Derecho y Trabajo Social.

- Universidad para el Desarrollo Académico, Investigación y Cultura para Trabajadores (UDAICT). Ofrece carreras en Psicopedagogía, Contaduría y Ciencias de la Educación.

## Medios de comunicación
Los más destacados son:
- 93.3 FM Y 870 AM La Voz del Puerto Radio Regional
- 94.1 FM La Mejor Radio Regional
- Canal 47 TV Televisión Local

## Sitios de interés

### Adoquín
El Adoquín o El Adoquinado es la zona turística más conocida y más vieja de Puerto Escondido, se encuentra en las cercanías de la Bahía Principal. Aquí se marca el límite territorial con San Pedro mixtepec ya que en esta misma zona se encuentra ubicada la representación municipal de Colotepec, la cual fue la calle principal del lugar durante muchos años, actualmente aloja a los prestadores de servicios turísticos más viejos del lugar.

#### Centro Botánico de la UMAR
En el Centro Botánico de la UMAR se encuentran una diversidad de plantas de la región, así como los nombres científicos y comunes de cada una de ellas.
Un biólogo va dando una explicación en el recorrido, y se pueden ir apreciando los paisajes y los animales de esta región.

### Playas

#### Playa Zicatela
Zicatela significa "lugar de espinas grandes", y la playa tiene una longitud de 3 km. Su belleza cautiva a los visitantes, especialmente a los que practican el surfing en Puerto Escondido, ya que se considera la tercera playa a nivel mundial para la práctica de este deporte, según la altura de las olas. A nivel nacional ocupa el primer lugar.

#### Playa Bahía Principal
La llamada Playa Principal es una playa abierta con oleaje tranquilo de color turquesa, propia para la pesca, la natación y el buceo, ideal en época de vacaciones para los turistas que no saben nadar.

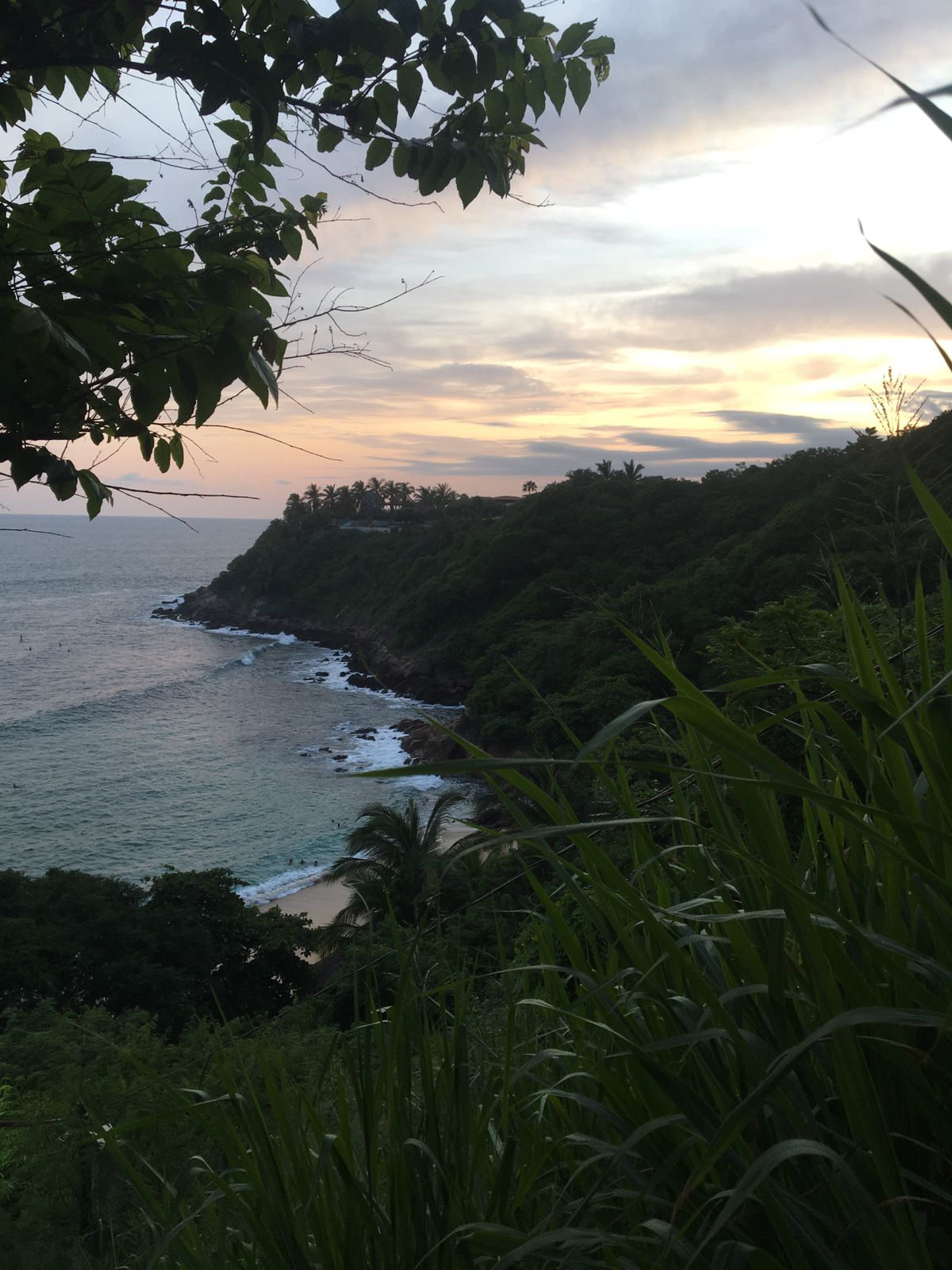
Playa Carrizalillo, 2021

#### Playa Bacocho
Bajando algunos metros del fraccionamiento del mismo nombre se encuentra esta hermosa playa, rodeada por altas paredes rocosas cubiertas de exuberante vegetación. Excelente para ir a correr o caminar debido a su longitud.

#### Playa Carrizalillo

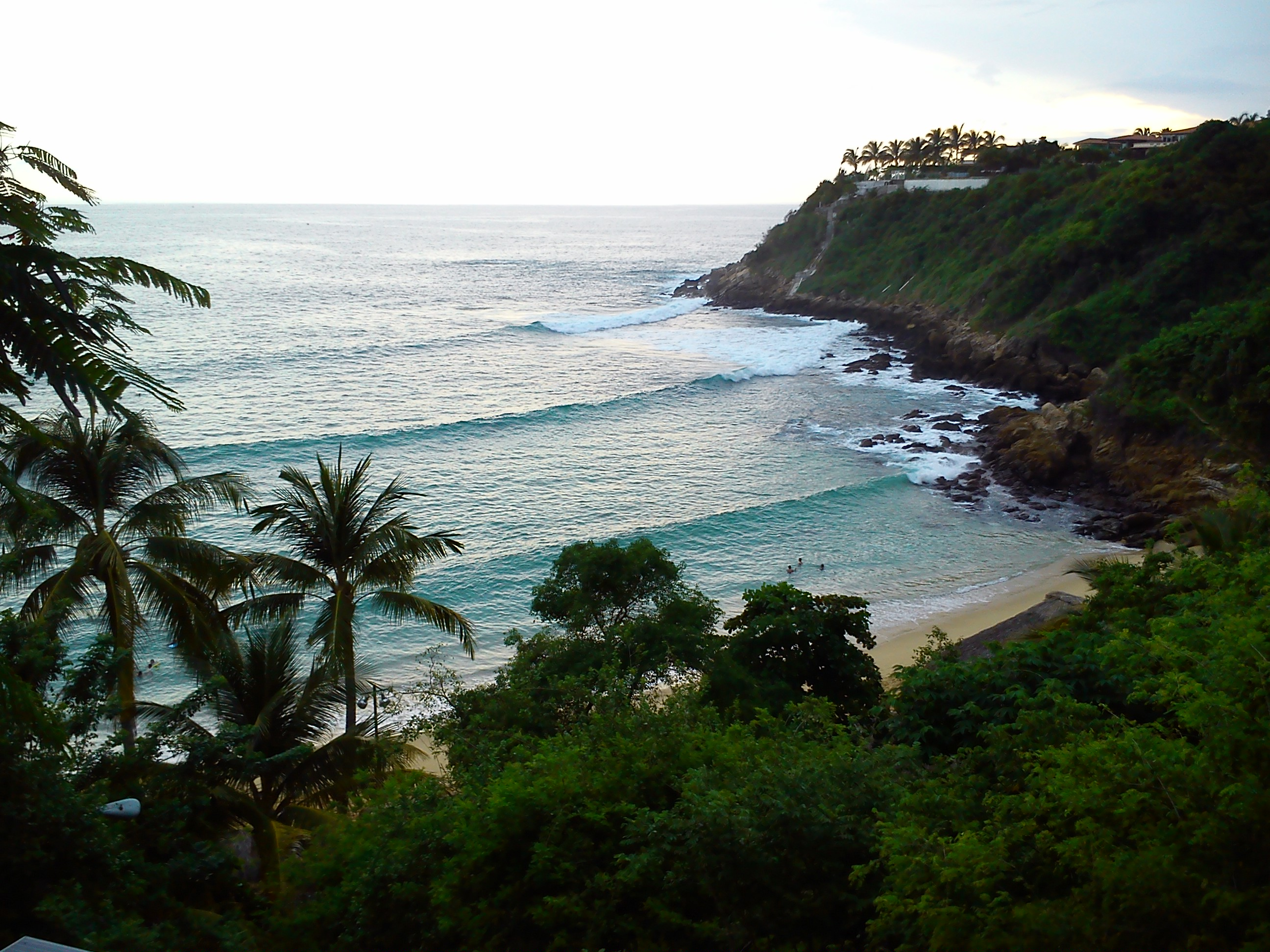
Atardecer en Carrizalillo.

Playa Carrizalillo tiene forma cerrada, fina arena y oleaje tranquilo. Cuenta con un área de rocas propias para la práctica del buceo. Excelente para la práctica del surfing cuando el oleaje crece demasiado en otras playas. Se caracteriza por su peculiar acceso, mediante una escalera de piedras bien puestas de 169 escalones y pasamanos de tubería metálica.

#### Playa Puerto Angelito
Puerto Angelito es una playa de arena blanca de fácil acceso (sin tanta pendiente) y excelente para nadar. Cuenta con un restaurante bien establecido; así como con otros lugares que ofrecen servicios de alimentos, tours, renta de snorkel, entre otros. Es una playa con muchas actividades para los niños.

#### Playa Manzanillo
Apropiada para la natación, el snorkel y los baños de sol.

### Actividades ecoturísticas

#### Liberación de tortugas
Esta “Red de los Humedales de la Costa Chica de Oaxaca” y “Vive Mar”, quienes, desde hace varios años, recorren la playa protegiendo los nidos, recolectan y trasladan los huevos al “Corral de Incubación de Tortugas Marinas” (Img 1), donde los entierran y cuidan por cuarenta y cinco días, que es el tiempo de su incubación, para después de su nacimiento liberarlas al mar (Img 2 ,3 y 4). 
Es sin duda esta labor un gesto de humanidad para el cuidado de la fauna marina como las tortugas de la especie laúd y carey, que están en peligro de extinción.

#### Paseo en lancha
Esta actividad permite a cada individuo ponerse en contacto con la naturaleza marina, es un momento de silencio mar adentro alejado del bullicio de la ciudad, puedes respirar la brisa marina, pues es un relajante natural y te ayuda a combatir el stress del trabajo y la vida cotidiana tanto a personas locales como extranjeros que la realizan. 
Definitivamente si vienes a puerto escondido, tienes que realizar el paseo en lancha, el cual puedes tomar desde la bahía principal te darán un tour por las playas del puerto, verás Playa Manzanillo, Puerto Angelito, Carrizalillo, Coral, y Bacocho, en este tour podrás observar tortugas y si tienes suerte verás delfines y ballenas (en invierno ), el tour es muy recomendable ya que tendrás otra vista de las playas, además de acercarte a la naturaleza observando la fauna marítima de la costa oaxaqueña.

#### Snorkelear
El snorkel o (esnórquel) es la práctica de buceo a ras de agua. El nadador va equipado con una máscara de buceo, un tubo para respirar (en inglés snórquel) y normalmente aletas. En aguas frías puede ser necesario el traje de buceo.
El atractivo principal del esnórquel es la oportunidad de observar la vida submarina (diversidad de peces) en este entorno natural sin un equipo complicado y la formación necesaria para el buceo, durante largos periodos de tiempo con relativamente poco esfuerzo; es decir esta actividad de agua es ideal para combinar el turismo y aventura.

#### Salto en paracaídas
Esta actividad recreativa de aire, permite a cada turista involucrar un nivel de habilidades físico-deportivas, de riesgo identificado a superar, y están sujetas generalmente a emociones constantes e inmediatas, en contacto directo con la naturaleza.

## Fiestas y tradiciones

### Fiestas de noviembre
En el mes de noviembre se lleva a cabo una de las celebraciones más importantes en Puerto Escondido: las fiestas de noviembre. En coordinación con asociaciones civiles, gobierno municipal, estatal y federal, se realizan a lo largo del mes una serie de actividades, culturales, deportivas y sociales; dando inicio en los últimos días del mes de octubre y concluyendo a finales del mes de noviembre. Se inician estas festividades con un baile popular en donde se elige a la «Señorita Puerto Escondido», la cual presenciará todos los eventos a realizarse en el mes, como lo es la verbena popular que se lleva a cabo en el Andador Turístico Pérez Gasga.
Entre los eventos más relevantes que se llevan a cabo, se encuentra el torneo internacional de Surfing y el de pesca deportiva del pez vela, torneo internacional de motocross, muestras gastronómicas y eventos culturales, así como la presencia de reconocidos artista a nivel nacional e internacional, no dejando atrás eventos deportivos como son básquetbol, fútbol, voleibol de cancha y playero, que cuentan con la participación de equipos locales y estatales.
Otro de los eventos culturales de gran tradición es el «Festival Costeño de la Danza», el cual es llevado a cabo desde hace 20 años, en donde se deja ver las manifestaciones artísticas de la región costeña, entre ellas danza, música, representada por grupos folklóricos autóctonos de las siete regiones que componen el estado de Oaxaca, en donde las distintas comunidades del estado reclaman su participación ya que este es un foro muy importante para dar a conocer su cultura y para ello realizan investigaciones de sus raíces, su música, trajes típicos, instrumentos y así interpretar las distintas danzas como son «La Danza de la Tortuga», «Los Diablos», «Los Tejorones», «El Berelele» y el «Toro de Petate», entre otras, las cuales son representativas de cada región del estado.
La fiesta religiosa se efectúa el 18 de diciembre, ya que se considera a la virgen de la Soledad como la patrona de los pescadores, para lo cual se le realiza a la virgen una peregrinación al mar, misma que la comunidad católica hace con mucha fe.

### Carnaval de la costa
Esta celebración es relativamente nueva en este destino turístico, mediante la cual se pretende fortalecer el turismo y contribuir a la entrada de nuevas costumbres que junto con la llegada de diversos pobladores a la región se han ido incorporando, este es un esfuerzo de las autoridades municipales así como de Comisionado de Turismo local.
En el marco de esta fiesta se realizan diversas actividades, como son elección de la reina del carnaval, concursos de carros alegóricos, disfraces individuales, batucada, así como la presencia de diversos artistas nacionales que apoyen a la difusión de esta celebración, entre otros.

### Vestuario de Puerto Escondido
Anteriormente no se contaba con un vestuario que representara a Puerto Escondido de los demás pueblos de la Costa, a pesar de que este lugar ya era anfitrión en el Festival Costeño de la Danza que se realiza en las fiestas de noviembre, la población asistía solamente como espectador. Fue en el año 2002 que la Asociación de Costeños Shini Ñuu —términos en mixteco que significan ‘cabeza de pueblo’—  contribuyó para que tenga su traje típico y traje de gala, pues a través de un concurso se convocó a los habitantes para que participara en la creación del traje típico de Puerto Escondido. En este concurso el jurado, compuesto por personas de arraigo en la comunidad, dictaminó como traje típico el de “paragüito”, quedando en tercer lugar el traje de pez vela. 
Para la mujer
Falda larga y blusa de manta bordada con paragüitos, rebozo color rosa, zapatillas color negro, aretes y collar de conchas de mar, pelo recogido con flores llamadas «paragüitos», lleva un tecomate repleto de flores y el tradicional pañuelo con un bordado especial y de color rosa mexicano.
Para el hombre
Traje de manta con líneas verticales en la camisa con puntada de ojal. Zapatos negros, sombrero de palma y pañuelo rojo.

#### Traje de gala
Para la mujer
La falda larga y de manta blanca, de amplios vuelos con dos pez vela de listones enfrente, uno de cada lado, la blusa es de satín azul estampado con dos delfines. Se siguen usando zapatillas, los aretes son pez vela tejidos y pulsera de conchas. El pelo es recogido con una diadema enredada en listones con una red que cuelga debajo de la cebolla y conchas. Como se puede ver, el traje hace alusión al mar.
Para el hombre
En el caso de los hombres se usa sombrero de palma, paliacate azul, zapatos negros, pantalón blanco y una camisa de manga corta con espiguillas color azul que hacen alusión al oleaje marino.
En las pasadas fiestas de noviembre de 2011 se realizaron más eventos que en años anteriores, haciendo que todo el mes fuera de fiesta, ya que se arrancó desde el día primero con la tradicional calenda y continuando con diversos eventos como: folclor nacional, deporte extremo, conciertos, tianguis cultural, certamen, muestras gastronómicas, sin olvidar los ya tradicionales torneo de surf y pesca del pez vela.

### Residentes famosos
- Marco Antonio Chávez, peleador de la UFC en artes marciales mixtas.
- Azela Robinson, actriz de Televisa.
- Nolan Van Way, maestro de canto y actor de diversas obras teatrales como: Broadway.
- Álvaro Monterrubio, cantante y compositor.
- Juventino Robles, compositor y cantante.
- Santiago Torres Gorostieta, pionero de la medicina legal en puerto escondido.
- Fernando Lujan, actor de televisión, cine y obras teatrales.
- Tino lopez, compositor y cantante

En días recientes ha captado la atención del público por una fotografía tomada por un paparazzi en la que se aprecia a los actores Ana Brenda Contreras e Iván Sánchez manteniendo relaciones íntimas

### Personalidades destacadas
- Alejandra Robles, cantante originaria de Puerto Escondido, Oaxaca.

## Ciudades hermanas
- Guangrao, China (2010)[15][16]